# Stagmatoptera flavipennis
Stagmatoptera flavipennis es una especie de mantis de la familia Mantidae.

## Distribución geográfica
Se encuentra en Brasil, Guayana Francesa, Colombia, Paraguay, Perú, Surinam y Venezuela.